# Ibrahima Sidibé (calciatore)
Ibrahima Sidibé (Nguidile, 10 agosto 1980) è un calciatore senegalese, attaccante del Nyírbéltek.

## Carriera

### Club
Durante la sua carriera ha giocato con varie squadre di club, tra cui anche il Debrecen.

### Nazionale
Conta 2 presenze con la nazionale senegalese.

## Palmarès

### Club

#### Competizioni nazionali
- Coppa d'Ungheria:

Debrecen: 2012-2013
- Campionato ungherese: 1

Debrecen: 2013-2014